# Droit de grève
Le droit de grève est le droit pour une personne employée de cesser le travail afin de défendre ses intérêts ou manifester un désaccord.
Le droit de grève est encadré par des règles propres à chaque État. Dans la plupart des pays européens, il est également limité pour les fonctionnaires en raison du principe de continuité du service public et afin d'assurer le bon fonctionnement de services considérés comme essentiels.

## Allemagne
Le droit de grève est largement encadré en Allemagne. L’article 9 de la Loi fondamentale relatif à la liberté d’association et de coalition, précise que les luttes salariales sont possibles « en vue de la préservation et de l’amélioration des conditions de travail et des conditions économiques ». Dans cette spécification se trouve une restriction : les grèves politiques sont illégales. Elles peuvent être sanctionnées par des mesures de licenciement. Les luttes salariales ne sont donc autorisées que dans le cadre d’une régulation des relations salariales, et elles ne peuvent être menées que par des syndicats, donc par les regroupements organisationnels de travailleurs et d’employés.
L'exercice du droit de grève est enserré dans des procédures extrêmement strictes. Ainsi, la grève ne peut intervenir qu'au moment et dans le cadre de la renégociation des conventions d'entreprise ou de branche entre les organisations syndicales et patronales et après un premier cycle de négociations resté infructueux. Le domaine général des relations salariales étant fortement judiciarisé, cela a pour conséquence que les luttes salariales ne sont licites que lorsqu’une convention collective a pris fin. L'obligation pacifique (Friedenspflicht) s’étend à la durée des négociations salariales. Ce n’est que lorsque celles-ci ont échoué qu’il peut être décidé de faire grève. Les syndicats sont alors contraints de procéder à un vote de tous leurs membres et d’obtenir la majorité des voix pour la grève. Ce n’est que lorsque ces conditions sont satisfaites qu’une grève est considérée comme légale. Ces réglementations ont pour résultat que les grèves désordonnées, « sauvages » ne sont pas autorisées.
Le droit de grève est strictement réglementé pour les fonctionnaires. « Il va de soi que les « serviteurs de l’État », les fonctionnaires, n’ont pas le droit de faire grève ». Cette interdiction est justifiée par un autre principe constitutionnel : celui de la continuité du service public.
Le droit de grève, d’après la conception allemande, n’est précisément pas politique, « car la formation de la volonté et de la décision politiques doit s’effectuer de manière libre et indépendante, et non pas sous la pression de la rue ». En conséquence sont également interdites par principe les grèves organisées en tant que moyens de lutte contre la politique d’un gouvernement.
Pour Hans Vorländer, « le droit de grève allemand a conduit de manière très efficace et durable à la formation de structures corporatives et d’arrangements entre les patrons et les syndicats collectifs ». Les statuts des syndicats prévoient en général que ceux-ci s'engagent à rémunérer leurs grévistes sur les fonds de leurs caisses de grève.

## Canada
Sur le plan constitutionnel, la Cour suprême du Canada a longtemps adopté une position restrictive sur la liberté d'association de l'article 2d) de la Charte canadienne des droits et libertés. En vertu d'une trilogie d'arrêts rendus en 1987, elle reconnaissait le caractère constitutionnel du droit de former des associations, mais refusait de constitutionnaliser le droit d'exercer les activités de l'association, comme le droit à la négociation collective et le droit de grève. Ces droits n'étaient protégés que par des lois statutaires. Tout cela a changé en 2015 lorsque la Cour a rendu une nouvelle trilogie d'arrêts sur la liberté d'association, par laquelle elle reconnaît un caractère constitutionnel aux droits qui découlent directement de la liberté d'association, dont le droit de grève et le droit de négocier les conditions de travail.

### Québec(Canada)
Au Québec, le droit de grève est encadré par les dispositions du Code du travail, dont notamment les articles 105 à 110.1 du Code. Le principe de base du Code du travail est que la grève interdite, sauf quand elle est permise par le Code.

## France
Le droit de grève en France est un droit à valeur constitutionnelle (alinéa 7 du Préambule de la Constitution de la IVe République) depuis la décision Liberté d'association rendue le 16 juillet 1971 par le Conseil constitutionnel (reconnaissance de la valeur constitutionnelle du Préambule de la Constitution de 1958).
Dans un arrêt en date du 2 février 2006, la Chambre sociale de la Cour de cassation l'a défini comme la cessation collective, concertée et totale du travail en vue de présenter à l'employeur des revendications professionnelles.
Pour être licite et pour que le gréviste soit protégé, une grève doit remplir certaines conditions : le mouvement de grève doit être « collectif et concerté » (à partir de deux personnes dans une entreprise quand cette dernière est seule concernée, ou à partir d'une personne dans le cadre d'un mouvement dépassant la seule entreprise) ; le salarié en grève doit cesser totalement le travail ; des revendications d'ordre professionnel doivent être posées, par exemple l'amélioration des conditions de travail ou du salaire.
La grève n'a pas de durée légale — elle peut se tenir sur moins d'une journée comme sur plusieurs mois. Le salarié n'a pas à être syndiqué pour faire usage de son droit de grève.
En France, le droit de grève est accordé à l’ensemble des fonctionnaires, à l’exception de certaines catégories de métiers. Ainsi, des limitations personnelles existent pour les personnes exerçant des fonctions dites régaliennes, essentielles pour le bon fonctionnement de l’État. La loi exclut ainsi les militaires, les fonctionnaires de police ou encore des magistrats judiciaires du bénéfice du droit de grève.
À la différence de l’Allemagne, il n’existe aucune obligation de règlement pacifique ni aucune obligation de vote de la base. Enfin, la légalité et la légitimité de la grève politique ne fait pas de doute.

## Italie
L’article 40 de la Constitution italienne reconnaît le droit de grève et dispose que celui-ci doit être exercé dans le respect des lois qui le réglementent. Selon la Cour de Cassation italienne, la grève consiste en une « cessation collective et concertée du travail par une pluralité de travailleurs pour la protection d’un intérêt professionnel et commun, dans le but d’obtenir une amélioration des conditions de travail ou de rémunération » (cass. 30 janvier 1980 n.711)
La jurisprudence italienne privilégie l’intérêt collectif et estime qu’est considérée comme une grève la cessation du travail par un salarié à partir du moment où la cessation du travail est faite dans le but de protéger un intérêt collectif et non purement individuel (cass. 3 juin 1982 n. 3419).
La grève politique n’est pas considérée comme une grève si les revendications des salariés sont principalement et presque essentiellement politiques. En revanche, si le but du mouvement est d’obtenir de l’autorité publique une intervention ou de résister à des interventions relatives aux conditions socio-économiques des salariés, dans ce cas le mouvement sera qualifié de grève. La « grève de solidarité », c’est-à-dire celle effectuée en soutien des revendications d’autres salariés ou en défense de l’intérêt d’un ou plusieurs salariés, est considérée comme une grève seulement s’il existe un intérêt professionnel commun entre tous les salariés grévistes.
La loi du 12 juin 1990 régissant l’exercice du droit de grève dans les services publics essentiels prévoit d’assurer la jouissance des droits de la personne garantis par la Constitution, notamment droit à la liberté et à la sécurité, à la libre circulation, à l’éducation et à la liberté de communication. Ainsi, dans les services correspondant aux transports, au ramassage des ordures ménagères, à l’enseignement public, une continuité du service public doit être assurée,. De plus, un préavis d’au moins dix jours doit être respecté, et la durée de la grève ne doit pas dépasser la durée annoncée, ce qui fait que toute grève illimitée est illégale. Pour ce qui concerne les transports, les usagers doivent être avertis des horaires durant la grève.

## Royaume-Uni
Depuis l'ère Thatcher, le droit de grève est strictement encadré notamment au travers des Employment Act de 1980 et 1982. La grève peut être considérée comme une faute et les grévistes licenciés.
Les syndicats doivent envoyer au domicile des salariés un bulletin de vote financé par eux. La décision de faire grève doit être adoptée à la majorité par un vote par correspondance et à bulletin secret. Le conflit ne peut concerner que des matières limitativement énumérées, telles que les conditions d’emploi, l’embauche, le licenciement, la répartition du travail, l’affiliation syndicale, les règles de discipline ou les procédures de consultation des salariés.
La grève de solidarité est en principe interdite par l'Employment Act de 1982.
Cette législation a divisé par dix le nombre de grève entre les années 1970 et les années 1980.

## Comparaison franco-allemande
Les luttes salariales, entre 1991 et 2000, ont fait perdre chaque année en moyenne 78 jours de travail pour mille actifs en France, contre 11 en Allemagne pour la même période.
Les années suivantes confirment aussi la rareté de la grève en Allemagne. De 2000 à 2007, cinq jours de travail par an en moyenne pour mille actifs ont été perdus, contre environ 103 en France.

## Droit de grève et principe de continuité du service public
De nombreux pays qui ont inscrit le droit de grève dans leurs constitutions, ont également tenu à faire respecter le principe de continuité du service public. Ainsi, que ce soit par la voie de lois et règlements, comme en Allemagne, en Espagne, en Italie, au Portugal, au Danemark et au Luxembourg, ou par le moyen d’accords conclus entre les partenaires sociaux, comme en Belgique, en Finlande et en Suède, le fonctionnement des « services essentiels » est assuré.
Deux pays ont des législations qui vont plus loin dans ce sens : en Allemagne et en Autriche, les fonctionnaires statutaires n’ont pas le droit de grève, les services publics qu’ils assurent étant considérés comme essentiels. Il en est de même pour l’enseignement : les professeurs n’ont pas le droit de faire grève. Dans aucun pays, à l’exception des Pays-Bas et du Royaume-Uni, les militaires et les policiers n’ont le droit de faire grève.
La France constitue une exception. Selon Elisabeth Auvillain, « le concept de services essentiels n’a jamais été défini précisément et l’exigence de service minimum est très peu développée : elle ne s’applique que dans certains secteurs et de manière ponctuelle ». Deux services publics y sont contraints : la radio et la télévision publiques (ainsi que la sécurité et la navigation aériennes). Un arrêté ministériel exige également que la fourniture en électricité de certains services, dits prioritaires, soit assurée, et la jurisprudence impose le respect d’un service minimum en cas de grève dans les hôpitaux, les centrales nucléaires ou encore à Météo-France. Nulle part il n’est fait allusion au droit des usagers.
A contrario, la majorité des pays européens ont défini ce que sont pour eux les services essentiels et mettent en place le maintien d’un service minimum dans les secteurs concernés, comme les transports. En Suède et la Finlande, c’est aux partenaires sociaux que revient le soin d’inclure, au cours de la négociation des conventions collectives, les modalités des services minimums.